# Oscar Bertone
Oscar Bertone (Fossano, 14 ottobre 1967) è un ex tuffatore e allenatore di tuffi italiano, attuale tecnico federale, responsabile della Nazionale di tuffi giovanile e commentatore televisivo.

## Carriera
Piattaformista e trampolinista allievo di Giorgio Cagnotto, gareggia ai Giochi olimpici estivi di Seul 1988, ai campionati mondiali di nuoto di Madrid 1986 e Roma 1994, dove raggiunge l'undicesimo posto nella finale nel trampolino 3 metri. A livello europeo prende parte ai Campionati di Strasburgo 1987, Atene 1991, Sheffield 1993 e Vienna 1995, dove ottiene il sesto posto nel trampolino 3 metri (miglior risultato in carriera). Pluricampione italiano, è stato tesserato per Swimming Club Savigliano, Libertas Dino Rora e Fiamme Oro.
Nel 1997 intraprende l'attività di tecnico alle Fiamme Oro e dopo le Olimpiadi di Sydney 2000 inizia a collaborare con il settore tecnico della Federnuoto. Nel 2007 diventa tecnico federale, per poi essere nominato responsabile della Nazionale giovanile e del relativo Progetto Giovani nel 2008. Il miglior risultato arriva nel 2012, quando l'Italia vince la classifica per Nazioni ai campionati europei giovanili per la prima volta nella storia.
Intanto Bertone inizia a collaborare anche con la Rai nel ruolo di commentatore tecnico: la sua voce e quella del telecronista Stefano Bizzotto diventano l'immancabile colonna sonora degli eventi tuffistici, legandosi in particolare alle imprese di Tania Cagnotto. 
Nel 2012 la sua carriera di tecnico compie un importante passo avanti: dopo le difficili Olimpiadi di Londra, la stessa Tania Cagnotto lo sceglie come suo co-allenatore al fianco del padre Giorgio. Gli ottimi risultati ottenuti valgono a Bertone la riconferma anche per le stagioni agonistiche successive, fino al ritiro della Cagnotto nel 2016.

## Palmarès
- Giochi del Mediterraneo
- Latakia 1987: oro nella piattaforma 10 m
- Atene 1991: argento nel trampolino 3 m

- Campionati europei giovanili di nuoto

Innsbruck 1982: bronzo nel trampolino 3 m
Mulhouse 1983: oro nel trampolino 3 m, bronzo nella piattaforma 10 m
Lussemburgo 1984: oro nel trampolino 3 m, bronzo nella piattaforma 10 m